# Odontopera unifasciata
Odontopera unifasciata är en fjärilsart som beskrevs av Barend J. Lempke 1970. Odontopera unifasciata ingår i släktet Odontopera och familjen mätare. Inga underarter finns listade i Catalogue of Life.